# Žiri
Žiri (wymowaⓘ) – miasto w Słowenii, siedziba gminy Žiri. W 2018 roku liczyło 3599 mieszkańców.